# Damernas 20 kilometer gång vid världsmästerskapen i friidrott 2022
Damernas 20 kilometer gång vid världsmästerskapen i friidrott 2022 avgjordes den 15 juli 2022 i Eugene i USA. Totalt 41 idrottare från 26 nationer deltog i tävlingen.
Peruanska Kimberly García tog guld efter ett lopp på 1 timme, 26 minuter och 58 sekunder, vilket blev ett nytt nationsrekord. Silvret togs av polska Katarzyna Zdziebło, som också satte nytt nationsrekord, och bronset gick till kinesiska Qieyang Shijie.

## Rekord
Innan tävlingens start fanns följande rekord:
| Rekord                                         | Idrottare               | Tid     | Plats                | Datum            |
| ---------------------------------------------- | ----------------------- | ------- | -------------------- | ---------------- |
| Världsrekord                                   | Yang Jiayu (CHN)        | 1:23.49 | Huangshan, Kina      | 20 mars 2021     |
| Mästerskapsrekord                              | Olimpiada Ivanova (RUS) | 1:25.41 | Helsingfors, Finland | 7 augusti 2005   |
| Världsårsbästa                                 | Elvira Chepareva (RUS)  | 1:26.42 | Sotji, Ryssland      | 31 januari 2022  |
| Afrikanskt rekord                              | Grace Wanjiru (KEN)     | 1:30.40 | Nairobi, Kenya       | 6 juni 2018      |
| Asiatiskt rekord                               | Yang Jiayu (CHN)        | 1:23.49 | Huangshan, Kina      | 20 mars 2021     |
| Nord-, centralamerikanskt och karibiskt rekord | Lupita González (MEX)   | 1:26.17 | Rom, Italien         | 7 maj 2016       |
| Sydamerikanskt rekord                          | Glenda Morejón (ECU)    | 1:25.29 | La Coruña, Spanien   | 8 juni 2019      |
| Europeiskt rekord                              | Vera Sokolova (RUS)     | 1:25.08 | Sotji, Ryssland      | 26 februari 2011 |
| Oceaniskt rekord                               | Jemima Montag (AUS)     | 1:27.27 | Adelaide, Australien | 13 februari 2022 |

## Program
Alla tider är lokal tid (UTC−7).
| Datum   | Tid   | Omgång |
| ------- | ----- | ------ |
| 15 juli | 13:10 | Final  |

## Resultat
Loppet startade klockan 13:09.
| Placering | Namn                   | Nationalitet | Tid            | Noteringar |
| --------- | ---------------------- | ------------ | -------------- | ---------- |
| 1         | Kimberly García        | Peru         | 1:26.58        | 0NR0       |
| 2         | Katarzyna Zdziebło     | Polen        | 1:27.31        | 0NR0       |
| 3         | Qieyang Shijie         | Kina         | 1:27.56        |            |
| 4         | Jemima Montag          | Australien   | 1:28.17        | ~          |
| 5         | Liu Hong               | Kina         | 1:29.00        | 0SB0, ~    |
| 6         | Nanako Fujii           | Japan        | 1:29.01        | 0SB0       |
| 7         | Alegna González        | Mexiko       | 1:29.40        | 0SB0       |
| 8         | Valentina Trapletti    | Italien      | 1:29.54        | ~          |
| 9         | Ana Cabecinha          | Portugal     | 1:30.29        | 0SB0, >    |
| 10        | Ma Zhenxia             | Kina         | 1:30.39        | ~          |
| 11        | Olena Sobchuk          | Ukraina      | 1:31.19        |            |
| 12        | Lyudmila Olyanovska    | Ukraina      | 1:31.42        | 0SB0       |
| 13        | Wu Quanming            | Kina         | 1:31.44        | ~          |
| 14        | Kumiko Okada           | Japan        | 1:31.53        |            |
| 15        | Saskia Feige           | Tyskland     | 1:32.12        | ~~         |
| 16        | Noelia Vargas          | Costa Rica   | 1:32.36        | 0SB0, >    |
| 17        | Viviane Lyra           | Brasilien    | 1:33.11        | ~~         |
| 18        | Meryem Bekmez          | Turkiet      | 1:33.27        | 0SB0, >    |
| 19        | Glenda Morejón         | Ecuador      | 1:34.27        |            |
| 20        | Rebecca Henderson      | Australien   | 1:34.38        |            |
| 21        | Eliška Martínková      | Tjeckien     | 1:34.45        | ~          |
| 22        | Kiriaki Filtisakou     | Grekland     | 1:34.55        | 0SB0       |
| 23        | Brigita Virbalytė      | Litauen      | 1:35.36        | 0SB0       |
| 24        | Robyn Stevens          | USA          | 1:36.16        | ~          |
| 25        | Carolina Costa         | Portugal     | 1:36.31        |            |
| 26        | Karla Jaramillo        | Ecuador      | 1:36.36        |            |
| 27        | Ángela Castro          | Bolivia      | 1:36.52        | 0SB0       |
| 28        | Christina Papadopoulou | Grekland     | 1:37.20        | 0SB0, >>>  |
| 29        | Enni Nurmi             | Finland      | 1:37.29        |            |
| 30        | Emily Wamusyi Ngii     | Kenya        | 1:37.43        | ~          |
| 31        | Evelyn Inga            | Peru         | 1:38.23        | 0SB0, >>   |
| 32        | Inês Henriques         | Portugal     | 1:38.32        |            |
| 33        | Galina Yakusheva       | Kazakstan    | 1:38.47        |            |
| 34        | Priyanka Goswami       | Indien       | 1:39.42        | ~~~        |
| 35        | Miranda Melville       | USA          | 1:39.58        | >>         |
| 36        | Rachelle de Orbeta     | Puerto Rico  | 1:41.55        | ~          |
|           | Valeria Ortuño         | Mexiko       | 0DNF0          | 0DNF0      |
|           | Hanna Shevchuk         | Ukraina      | 0DNF0          | 0DNF0      |
|           | Nicole Colombi         | Italien      | 0DSQ0 TR54.7.5 | >>>>       |
|           | Maidy Monge            | Guatemala    | 0DSQ0 TR54.7.5 | ~~~~       |
|           | María Pérez            | Spanien      | 0DSQ0 TR54.7.5 | ~~~>       |

| Förklaring: | ~ Rött kort för förlust av markkontakt | > Rött kort för benet böjt i knäleden | TR54.7.5: Diskvalificerad enligt regel: TR54.7.5 (4 röda kort) |